# Carmelo Rivero Ferrera
Carmelo Rivero Ferrera (Santa Cruz de Tenerife, 27 de marzo de 1957) es un periodista de prensa, radio y televisión, colaborador de la Cadena SER y del diario El País, así como autor de varios libros. Desde  el año 2016 es director del periódico Diario de Avisos.

## Biografía
Con su hermano fueron influenciados culturalmente por un tío suyo que los tomó a modo de adopción, quien, a su vez era hijo de Francisco Martínez Viera, prócer político de Santa Cruz de Tenerife en la década de los 30, masón, antifranquista, melómano, cofundador del periódico La Tarde y propietario de la Librería La Prensa frecuentada por los intelectuales de la isla.
Carmelo empezó a escribir en colaboración con su hermano, Martín Rivero, firmando sus publicaciones conjuntas con el nombre de «Carmelo Martín». Su verdadera inauguración fue a mediados de los años 70, cuando, casi adolescentes, recibieron la complacencia de Alfonso García-Ramos, novelista y director de La Tarde, tras su visita solicitándole poder hacer, por teléfono, una serie de entrevistas a personajes célebres como Severo Ochoa, Rafael Alberti, etc.
Más tarde escribieron en Diario de Avisos, participando en su renacimiento. Desde muy pronto dieron el salto a medios nacionales: Triunfo, Diario de Barcelona, El País, etc. En 1989, Carmelo y Martín se convierten en directores de La Gaceta de Canarias, un nuevo periódico con vocación regional, que, con el paso del tiempo, se editó conjuntamente con el diario El Mundo, pero que los hermanos Rivero abandonaron al entender que su idea fundacional chocaba con los intereses del grupo de consejeros que tomaron el mando del periódico, según cuenta Martín.
Este hecho provocó que la colaboración con su hermano se desvaneciera. Martín fundó en 1991 una empresa de comunicación (Ecopress) y, en 1997, Guagua, de promoción y gestión cultural, organizando eventos de renombre como Son latino.
Carmelo, en cambio, prosiguió su línea de periodismo, que ya por sí solo había desarrollado en la radio. Asistió al resurgimiento de Radio Club Tenerife de la Cadena SER, a finales de los 70, siendo Paco Padrón director, y allí estuvo durante más de 30 años, vinculado a la SER y a El País simultáneamente. Luego, intervino en televisión y actuó como moderador en diversos debates. En 2007 cubrió la tragedia de Ica en Perú para la Cadena Ser y para El País. 
Actualmente participa en ¡Viva la Radio!, un magazine matinal del Canal 4 Radio, dirigido por el periodista Antonio Salazar. El programa cuenta con la participación de comunicadores como Juan Luis Calero, José Antonio Pérez, Manuel Artiles, Andrés Chaves, Juan Carlos Mateu, Jaime Pérez-Llombet y Marlene Meneses.

## Actividad profesional

### Prensa y libros
Ha sido colaborador de diversos periódicos y revistas a nivel estatal, como la revista Triunfo o el diario El País, así como del Diario de Barcelona.
Es coautor, con su hermano Martín Rivero, de cinco libros, de los cuales cuatro han sido publicados en la editorial madrileña El País/Aguilar sobre diversas temáticas como el fútbol (La mejor liga del mundo, de Raúl a Ronaldo (1997) o Valdano, sueños de fútbol (1995), que vendió cien mil ejemplares y se tradujo al japonés), el periodista Iñaki Gabilondo (Iñaki Gabilondo, ciudadano en Gran Vía) o el grupo musical Los Sabandeños (Los Sabandeños, el canto de las Afortunadas)

### Televisión
En Canarias, Carmelo Rivero ha desarrollado una amplia experiencia como entrevistador en varias emisoras, como Antena 3, Canal 7 del Atlántico y Televisión Canaria, donde ha realizado espacios de entrevistas y entretenimiento como Punto de vista, Hora 23, Matices, La caverna (entrevistas mixtas, combinando personajes de humor con personajes cultos), El envite (debate con personajes especialmente políticos) y 30 minutos (más centrado en temas científicos, filosóficos o eruditos)

### Radio
ha dirigido y conducido programas informativos y magacines, tertulias y entrevistas. Durante ocho temporadas llevó a cabo el espacio Los Desayunos del Mencey, en Radio Club Tenerife de la Cadena Ser. Ha realizado más de 5000 entrevistas con personajes de todos los ámbitos, como Fidel Castro a Mijail Gorbachov, pasando por Jacques Cousteau , Mário Soares, Miguel Ángel Asturias, Manuel Elkin Patarroyo , Mario Vargas Llosa, Carlos Fuentes, José Saramago, Adolfo Suárez, Severiano Ballesteros o Pelé, entre otros. Fue, también, durante más de quince años, autor de un comentario diario en Radio Club Tenerife de la Cadena SER (más de 3000), y contertulio de la misma emisora.

## Obras bibliográficas
- Cuba en Canarias: Casanova, el amigo isleño de Fidel (1986)[8]
- Los Sabandeños. El canto de las afortunadas (1995)[9]
- Valdano. Sueños de fútbol (1995)[10]
- Visto y leído: la mejor liga del mundo de Raúl a Ronaldo (1997)[11]
- Iñaki Gabilondo. Ciudadano en Gran Vía. La aventura de 30 años de radio (1998)[12]

## Premios
Como reconocimiento a su actividad profesional, la Comunidad Autónoma de Canarias le concedió en 2004, conjuntamente con su hermano Martín Rivero, su máxima distinción: el Premio Canarias de Comunicación.